# Латишев Микола Гаврилович
Мико́ла Гаври́лович Ла́тишев (рос. Никола́й Гаври́лович Ла́тышев, 22 листопада 1913, Москва, Російська імперія — 18 лютого 1999, Москва, Росія) — радянський футбольний арбітр. Зокрема обслуговував фінальний поєдинок чемпіонату світу 1962 року.

## Біографія
По закінченні технікуму прийшов на Московський електрозавод, де була футбольна секція. В цей час зі спорткомітету в секцію надійшла вказівка — відправити одну людину на семінар з підготовки арбітрів для обслуговування матчів чемпіонату Москви. На цей семінар і був відправлений Латишев, після якого і приступив до суддівства.
Виступав на позиції захисника за клубні команди «Електрозаводу», «Сталінця», московського «Динамо» (1932—1942). У 1942 році грав за заснований в Куйбишеві клуб «Крила Рад», брав участь у першому виїзному матчі команди.
У 1939 був залучений як боковий суддя до матчів союзного чемпіонату, а в 1940 дебютував як головний суддя в матчі «Динамо» (Ленінград) — «Локомотив» (Тбілісі) (2:1).
Арбітр ФІФА (йому першому з радянських арбітрів присвоєно це звання — 1952 року), арбітр всесоюзної категорії (1941). Як суддя в полі у вищій лізі з 1940 по 1963 рік провів близько 200 матчів. Вісім разів судив фінали Кубка СРСР (1947, 1948, 1950, 1951, 1952, 1954, 1955, 1957 — рекорд серед арбітрів).
11 разів входив у Списки найкращих футбольних суддів СРСР.
Судив матчі Олімпійських ігор 1952 року (Угорщина — Румунія), Олімпійських ігор 1956 року (Велика Британія — Таїланд, Югославія — Індія, Болгарія — Індія), чемпіонату світу 1958 року (Швеція — Мексика, Уельс — Угорщина), чемпіонату світу 1962 року (Італія — Швейцарія, Англія — Аргентина, Угорщина — Чехословаччина, а також фінал Бразилія — Чехословаччина, за що був нагороджений «Золотим свистком ФІФА»).
Член суддівського комітету ФІФА (1962—1984, з перервою), нагороджений орденом ФІФА «За заслуги» (1987). Голова Всесоюзної колегії суддів (1949—1973, 1979—1983).
Викладав в Московському станкоінструментальному інституті (1947—1987), кандидат технічних наук (1954), був доцентом кафедри «Технологія машинобудування». Нагороджений орденами Трудового червоного прапора і Пошани.

## Факти з життя
- Латишев — єдиний у світі арбітр, який видалив Льва Яшина (фінал Кубка СРСР 1955). Підставою для вилучення послужив момент, коли Яшин, вибігши з воріт, в ігровому зіткненні завдав удару в живіт армійцю Агапову. Внаслідок вилучення на 45-й хвилині «динамівці» провели цілий тайм з польовим гравцем у воротах і поступилися в підсумку 1:2.
- У 1951 році результат фіналу, який судив Латишев, між командою м. Калініна і ЦБРА був анульований через протест калінінців, і було призначено перегравання, яку відсудив інший арбітр (Бєлов).